# Lom na Plachtě
Lom na Plachtě este o arie protejată (arie specială de conservare — SAC, sit de importanță comunitară — SCI) din Republica Cehă întinsă pe o suprafață de 0,77 ha, integral pe uscat.

## Localizare
Centrul sitului Lom na Plachtě este situat la coordonatele 50°01′54″N 14°43′38″E / 50.031667°N 14.727222°E.

## Înființare
Situl Lom na Plachtě a fost declarat sit de importanță comunitară în aprilie 2005 pentru a proteja 1 specie de animale. Situl a fost protejat și ca arie specială de conservare în aprilie 2013.

## Biodiversitate
Situată în ecoregiunea continentală, aria protejată nu include niciun habitat protejat.
La baza desemnării sitului se află o specie protejată de  amfibieni: buhai de baltă cu burta roșie (Bombina bombina).